# Phù nhiệt
Phù nhiệt là một tình trạng da đặc trưng bởi hiện tượng phù nề phụ thuộc từ việc giãn mạch. Nhiệt làm cho các mạch máu giãn nở (giãn ra), do đó chất lỏng cơ thể di chuyển vào tay hoặc chân bằng trọng lực.
Sự cân bằng của lượng muối trong cơ thể cũng là một yếu tố nguy cơ gây phù nhiệt. Nếu mất muối ít hơn bình thường, mức độ muối tăng sẽ hút chất lỏng vào tay và chân.
Người lớn tuổi có nguy cơ bị phù nhiệt, đặc biệt nếu họ có các tình trạng y tế khác ảnh hưởng đến hệ tuần hoàn.
Những người đến thăm vùng khí hậu nóng từ vùng khí hậu lạnh hơn cũng có thể tăng nguy cơ bị phù nhiệt.